# 新填地街
新填地街（英語：Reclamation Street）是香港的一條街道，位於九龍半島的西部。道路南面由佐敦南京街開始，經油麻地及旺角，北部連接旺角太子道西及荔枝角道的交界處，與相鄰的廣東道，砵蘭街及上海街大致平行。該條街道亦售賣五金物品著名，另外更設有一段街市作行人專用區，不能行車。

## 歷史

### 19世紀

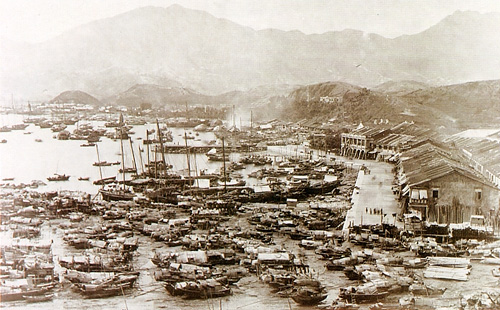
1880年代剛填平而臨海的新填地街

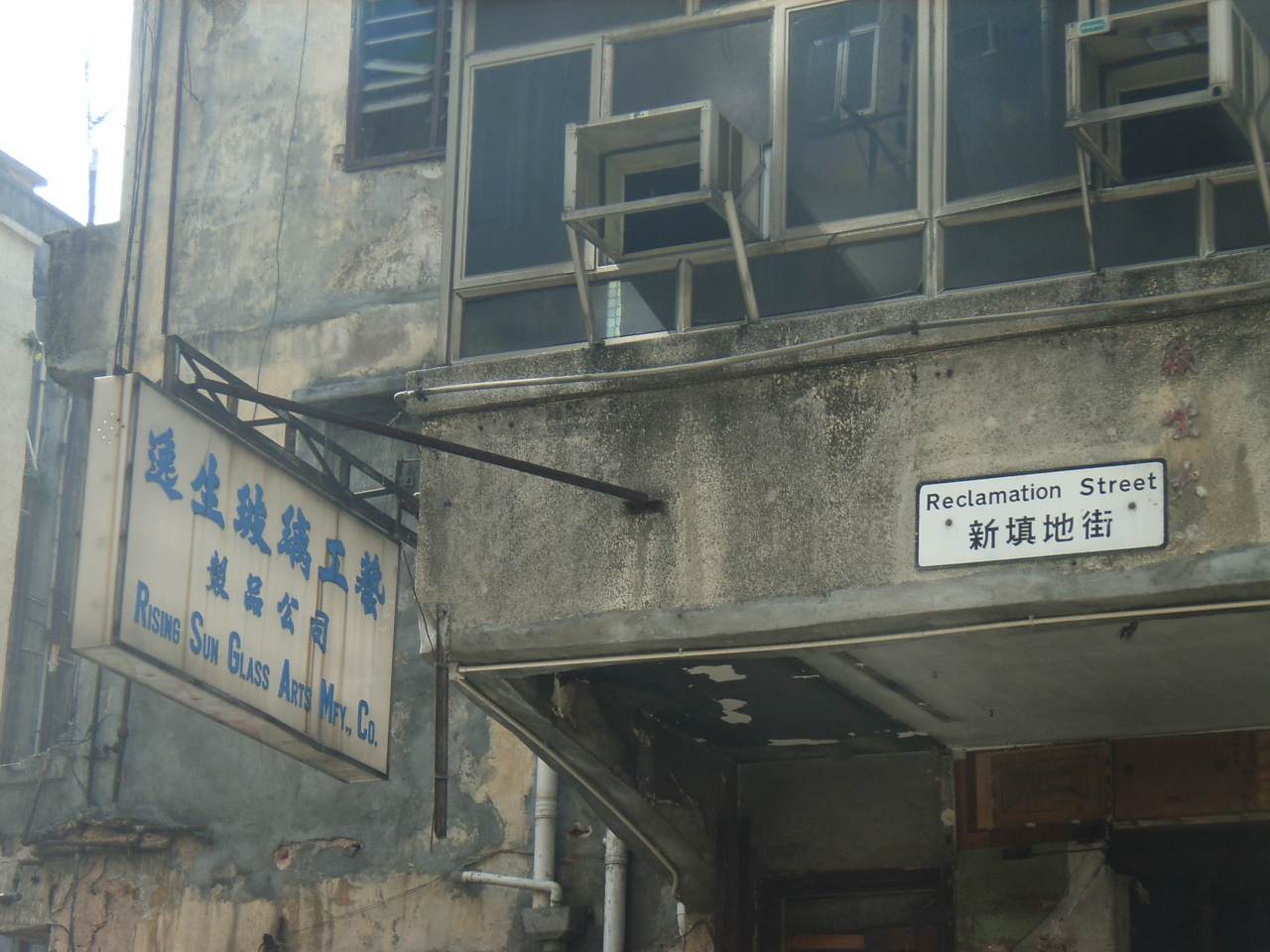
旺角新填地街路牌

新填地街建於1880年。在此之前，九龍西部的海岸線是上海街。1876年，在油麻地擁有地段的業主，自行進行填海工程，即是新填地街所處的地點。1880年代初，香港政府亦將油麻地沿岸的沼澤地填平，由於此街由被判苦工監的犯人所興建、故名為Reclamation Street，而中文則譯作懲戒街，至1910年政府全面整理九龍街道時改名為新填地街、英文名稱則不變。

### 20世紀
初時新填地街只是連接寶靈街至甘肅街。至1900年，香港政府再次填海，延長新填地街，而海岸線則被推至渡船街的位置。1909年至1915年，隨著油麻地避風塘興建，新填地街延展至現時的旺角區。

### 近期發展
時至今日，九龍西部的海岸線因進行西九龍填海計劃被推至西九龍公路以西。
2012年11月9日，發展局授權及刊憲市區重建局進行新填地街及山東街交界的項目，項目面積約1,640平方米，地盤涉及20個街號的樓宇，全部均於1959年至1963年期間興建，為樓高6至8層的大廈，失修殘舊，無升降機，而且在天台上有僭建物。市區重建局初步建議在項目中，提供約190個實用面積約35平方米至65平方米的單位，包括一些預留作為「樓換樓」選擇的低層單位，預計於2019年至2020年完成。

## 路段
新填地街因發展而被拆為三個路段。
- 首段：佐敦 南京街至甘肅街玉器市場
- 中段：油麻地 眾坊街至旺角道
- 尾段：旺角（太子）弼街至太子道西

## 流行文化

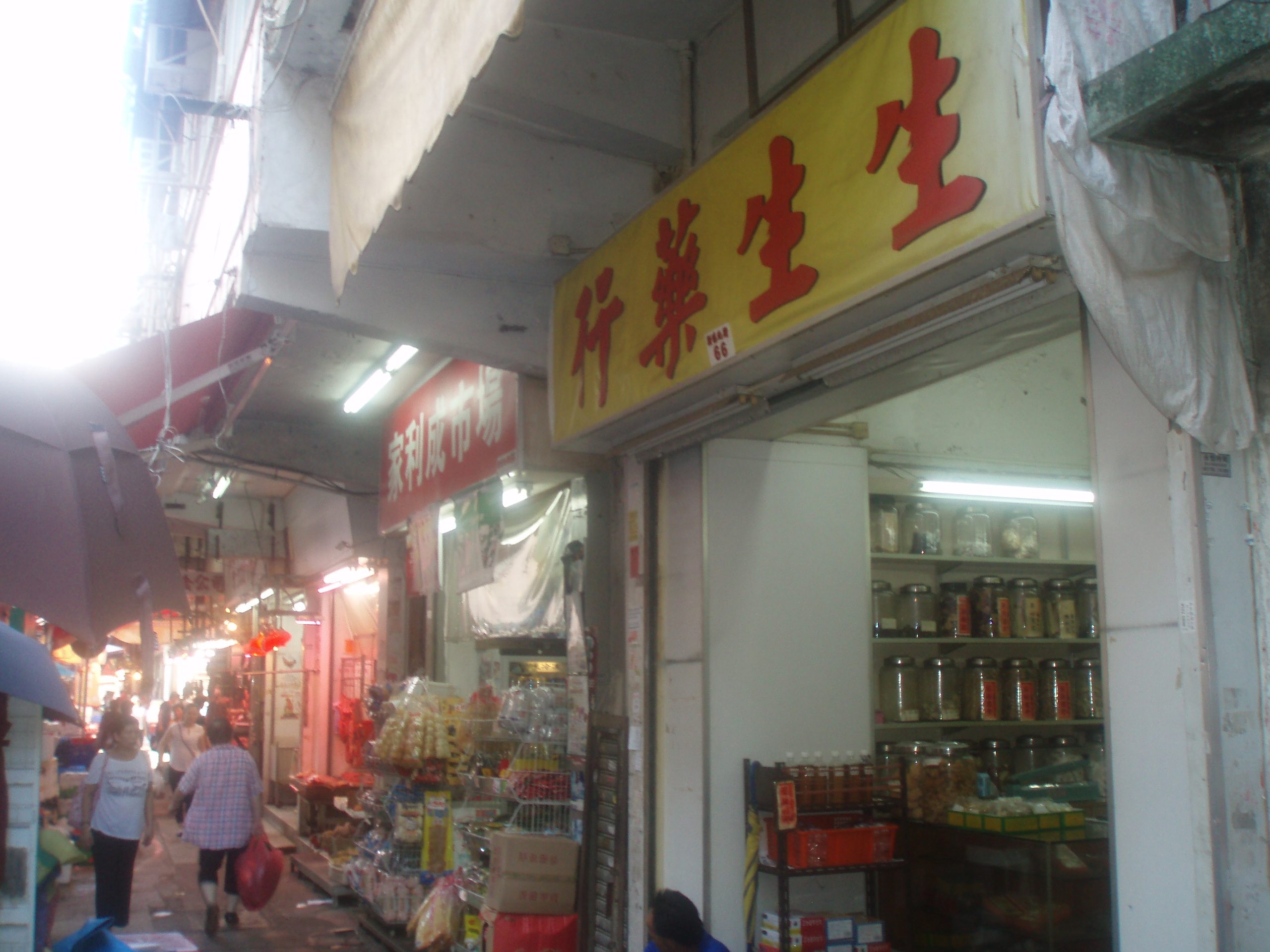
美國真人秀節目《驚險大挑戰2》曾於本街道的「生生藥行」設關卡

美國真人秀節目《极速前进》（The Amazing Race）第2季曾於本街道門牌66號的「生生藥行」設繞道關卡，並要求參賽者喝涼茶。

## 沿路著名地點
- 油麻地果欄

## 外部連結
维基共享资源上的相關多媒體資源：新填地街
22°18′54.6948″N 114°10′6.639″E / 22.315193000°N 114.16851083°E